# Liam Kirk
Liam Kirk (* 3. Januar 2000 in Maltby, England) ist ein britischer Eishockeyspieler, der seit Juli 2024 bei den Eisbären Berlin aus der Deutschen Eishockey Liga (DEL) unter Vertrag steht und dort auf der Position des linken Flügelstürmers spielt. Zuvor gehörte Kirk unter anderem zwei Jahre der Organisation der Arizona Coyotes aus der National Hockey League (NHL) an, die ihn im NHL Entry Draft 2018 ausgewählt hatten.

## Karriere
Liam Kirk, der aus der Kleinstadt Maltby in South Yorkshire stammt, begann seine Karriere im nahegelegenen Sheffield. Dort spielte er zunächst für verschiedene Juniorenmannschaften und zeigte sich schon früh als herausragendes Talent seines Jahrgangs. So wurde der Stürmer in den Jahren 2010 und 2011 bei den Unter-Elfjährigen zum All-Star der English Ice Hockey Association gewählt. Gleiches gelang ihm 2012 und 2013 in der U13, 2015 in der U16 und 2016 in der U17. Zudem wurde er von der EIHA in den Jahren 2011 (U11), 2013 (U13) und 2016 (U17) zum wertvollsten Spieler des Conferenceturniers seiner Altersklasse gewählt. Mit der Mannschaft der Midlands konnte Kirk 2016 und 2017 die U17-Conference gewinnen. Mit den Sheffield Steelhawks, seinem Klubteam, gewann er im Jahr 2016 die britische U18-Meisterschaft, wozu er als Torschützenkönig und Topscorer maßgeblich beitrug.
Mit erst 15 Jahren kam der Angreifer in der Spielzeit 2015/16 bei den Sheffield Spartans in der National Ice Hockey League (NIHL), der dritthöchsten britischen Spielklasse, und bei den Sheffield Steeldogs in der English Premier Ice Hockey League (EPIHL), der zweithöchsten Klasse, zu ersten Einsätzen im Erwachsenenbereich. Im Folgejahr wurde Kirk auch schon von Sheffield Steelers in der Elite Ice Hockey League (EIHL), der höchsten britischen Spielklasse, eingesetzt, spielte überwiegend aber noch für die Steeldogs. Nachdem er im Spieljahr 2017/18 dann ausschließlich für die Steelers aufgelaufen war, wurde der Offensivspieler im Sommer 2018 beim CHL Import Draft von den Peterborough Petes aus der Ontario Hockey League (OHL) in der ersten Runde als insgesamt neunter Spieler ausgewählt und wechselte daraufhin in die kanadische Juniorenliga. Zusätzlich wurde er beim NHL Entry Draft 2018 von den Arizona Coyotes, die sich damit ein Anrecht auf eine spätere Verpflichtung sicherten, in der siebten Runde als insgesamt 189. Spieler ausgewählt. Kirk war damit der erste in England geborene und ausgebildete Spieler, der von der National Hockey League (NHL) gedraftet worden war.

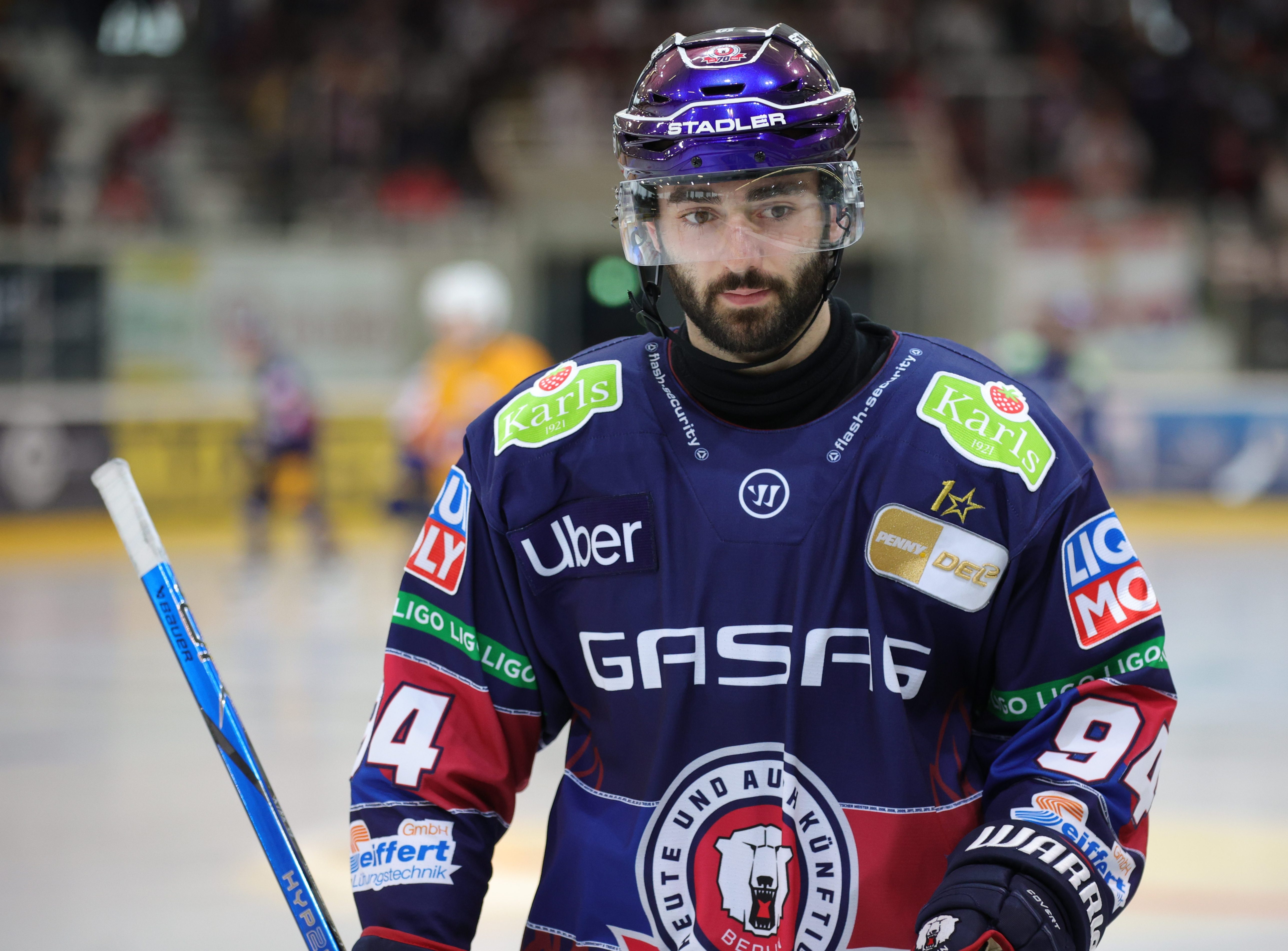
Kirk im Trikot der Eisbären Berlin (2024)

In Peterborough etablierte sich Kirk als regelmäßiger Scorer, bevor er die coronabedingt ausgefallene OHL-Saison 2020/21 jeweils leihweise beim schwedischen Verein Hanhals IF sowie bei den Sheffield Steelers verbrachte. Anschließend unterzeichnete er im Juni 2021 einen Einstiegsvertrag bei den Arizona Coyotes, wobei vorerst offen blieb, wo er die Spielzeit 2021/22 beginnen würde. Letztlich bestritt er acht Partien für deren Farmteam, die Tucson Roadrunners in der American Hockey League (AHL), bevor er den Rest der Saison aufgrund einer Knieverletzung ausfiel. In der Folgesaison spielte er vorwiegend für die Atlanta Gladiators in der ECHL, bevor er im Dezember 2022 an Mikkelin Jukurit aus der finnischen Liiga ausgeliehen wurde. Nachdem die Leihgabe dort die Saison 2022/23 beendet hatte, erhielt der Engländer keinen Folgevertrag bei den Arizona Coyotes. Kirk schloss sich daraufhin im September 2023 dem HC Litvínov aus der tschechischen Extraliga an. In der Spielzeit 2023/24 konnte er in der höchsten tschechischen Eishockeyliga mehr als 40 Punkte erzielen und war mit neun Toren in den Playoffs der erfolgreichste Torschütze der gesamten Liga, in denen er mit seinem Team das Halbfinale erreichte. Zur Saison 2024/25 wechselte der Engländer zu den Eisbären Berlin aus der Deutschen Eishockey Liga (DEL), mit denen er am Saisonende den Gewinn der deutschen Meisterschaft feierte.

### International
Im Juniorenbereich spielte Kirk für Großbritannien zunächst bei den U18-Weltmeisterschaften der Jahre 2016, 2017 und 2018 in der Division II. Bei seiner letzten Teilnahme gelang dabei der Aufstieg in die Division I. Mit der britischen U20-Auswahl nahm er 2017 an der Weltmeisterschaft der Division I sowie 2018 und 2019 an den Titelkämpfen der Division II teil. Vor allem die Turniere in den Jahren 2018 und 2019 prägte er jeweils als Topscorer, bester Torschütze und bester Vorbereiter. Des Weiteren wurde der Flügelspieler auch zum besten Stürmer der Turniere gewählt.
Mit der britischen A-Nationalmannschaft nahm Kirk erstmals an der Weltmeisterschaft 2018 teil, als den Briten erstmals seit dem Abstieg bei den Welttitelkämpfen 1994 wieder die Rückkehr in die Top-Division gelang. In eben dieser vertrat er sein Heimatland in der Folge bei den Weltmeisterschaften 2019, 2021 und 2024. Bei den Welttitelkämpfen 2021 führte er das gesamte Turnier gemeinsam mit dem Kanadier Andrew Mangiapane mit sieben Treffern als bester Torschütze an und wurde daher ins All-Star-Team der WM gewählt. Nachdem die Briten ohne Kirk bei der Weltmeisterschaft 2022 abgestiegen waren, spielte der Stürmer bei der Weltmeisterschaft 2023 wieder in der Division IA. Dort trug er als bester Vorbereiter gemeinsam mit dem Polen Grzegorz Pasiut und zweitbester Scorer nach dem Polen Krystian Dziubiński maßgeblich zum direkten Wiederaufstieg bei. Bei der Weltmeisterschaft 2025 der Division IA war der Angreifer mit sieben Scorerpunkten erneut maßgeblich am Wiederaufstieg beteiligt. Obwohl Kirk erst verspätet zum Turnier anreiste und lediglich drei der fünf Partien absolvierte, wurde er als bester Stürmer des Wettbewerbs ausgezeichnet.
Darüber hinaus gehörte Kirk bei zwei Turnieren in der Qualifikation für die Olympischen Winterspiele 2026 im italienischen Mailand zum britischen Aufgebot. In der Vorqualifikation im Februar 2024 hatte er mit zehn Scorerpunkten – ebenso viele wie sein Landsmann Cade Neilson – maßgeblichen Anteil am Erreichen der letzten Qualifikationsrunde, die die Briten im September desselben Jahres als Dritter ihrer Gruppe beendeten.

## Erfolge und Auszeichnungen
- 2016 Gewinn der U17-Conference der English Ice Hockey Association mit der Mannschaft der Midlands
- 2016 Britischer U18-Meister mit den Sheffield Steelhawks
- 2017 Gewinn der U17-Conference der English Ice Hockey Association mit der Mannschaft der Midlands
- 2025 Deutscher Meister mit den Eisbären Berlin

### International
| - 2018 Topscorer der U20-Junioren-Weltmeisterschaft der Division IIA - 2018 Bester Torschütze der U20-Junioren-Weltmeisterschaft der Division IIA - 2018 Bester Vorlagengeber bei der U20-Junioren-Weltmeisterschaft der Division IIA (gemeinsam mit Andre Linde und Park Ming-yu) - 2018 Bester Stürmer der U20-Junioren-Weltmeisterschaft der Division IIA - 2018 Aufstieg in die Division IB bei der U18-Weltmeisterschaft der Division IIA - 2018 Aufstieg in die Top-Division bei der Weltmeisterschaft der Division IA - 2019 Topscorer der U20-Junioren-Weltmeisterschaft der Division IIA - 2019 Bester Torschütze der U20-Junioren-Weltmeisterschaft der Division IIA (gemeinsam mit Joshua Waller und Jordan Buesa) - 2019 Bester Vorlagengeber bei der U20-Junioren-Weltmeisterschaft der Division IIA | - 2019 Bester Stürmer der U20-Junioren-Weltmeisterschaft der Division IIA - 2021 Bester Torschütze der Weltmeisterschaft (gemeinsam mit Andrew Mangiapane) - 2021 All-Star-Team der Weltmeisterschaft - 2023 Aufstieg in die Top-Division bei der Weltmeisterschaft der Division IA - 2023 Bester Vorlagengeber der Weltmeisterschaft der Division IA (gemeinsam mit Grzegorz Pasiut) - 2024 Topscorer der Vorqualifikation für die Olympische Winterspiele 2026, Gruppe H (gemeinsam mit Cade Neilson) - 2025 Aufstieg in die Top-Division bei der Weltmeisterschaft der Division IA - 2025 Bester Stürmer der Weltmeisterschaft der Division IA |

## Karrierestatistik
Stand: Ende der Saison 2024/25

### International
Vertrat Großbritannien bei:
| - U18-Junioren-Weltmeisterschaft der Division IIA 2016 - U20-Junioren-Weltmeisterschaft der Division IB 2017 - U18-Junioren-Weltmeisterschaft der Division IIA 2017 - U20-Junioren-Weltmeisterschaft der Division IIA 2018 - U18-Junioren-Weltmeisterschaft der Division IIA 2018 - Weltmeisterschaft der Division IA 2018 - U20-Junioren-Weltmeisterschaft der Division IIA 2019 | - Weltmeisterschaft 2019 - Weltmeisterschaft 2021 - Weltmeisterschaft der Division IA 2023 - Vorqualifikationsturnier für die Olympischen Winterspiele 2026 - Weltmeisterschaft 2024 - Qualifikationsturnier für die Olympischen Winterspiele 2026 - Weltmeisterschaft der Division IA 2025 |

(Legende zur Spielerstatistik: Sp oder GP = absolvierte Spiele; T oder G = erzielte Tore; V oder A = erzielte Assists; Pkt oder Pts = erzielte Scorerpunkte; SM oder PIM = erhaltene Strafminuten; +/− = Plus/Minus-Bilanz; PP = erzielte Überzahltore; SH = erzielte Unterzahltore; GW = erzielte Siegtore; 1 Play-downs/Relegation; Kursiv: Statistik nicht vollständig)